# Pasar Maga
Pasar Maga is een bestuurslaag in het regentschap Mandailing Natal van de provincie Noord-Sumatra, Indonesië. Pasar Maga telt 2000 inwoners (volkstelling 2010).